# سارة دوسن
سارة دوسن (بالإنجليزية: Sarah Dawson)‏ هي لاعب هوكي الحقل أمريكية، ولدت في 17 نوفمبر 1982.